# Lucilia caerulea
Lucilia caerulea är en tvåvingeart som först beskrevs av Gaspard Auguste Brullé 1833.  Lucilia caerulea ingår i släktet Lucilia och familjen spyflugor.
Artens utbredningsområde är Grekland. Inga underarter finns listade i Catalogue of Life.